# Brunn
Brunn település Németországban, azon belül Bajorországban. Lakosainak száma 1553 fő (2023. december 31.).

## Népesség
A település népessége az elmúlt években az alábbi módon változott:
| Lakosok száma | 552  | 740  | 872  | 928  | 1432 | 1468 | 1404 | 1456 | 1470 | 1553 |
|               | 1875 | 1950 | 1975 | 1987 | 2012 | 2014 | 2016 | 2017 | 2021 | 2023 |